# Chlorostilbon mellisugus
Chlorostilbon mellisugus là một loài chim trong họ Trochilidae.

## Hình ảnh

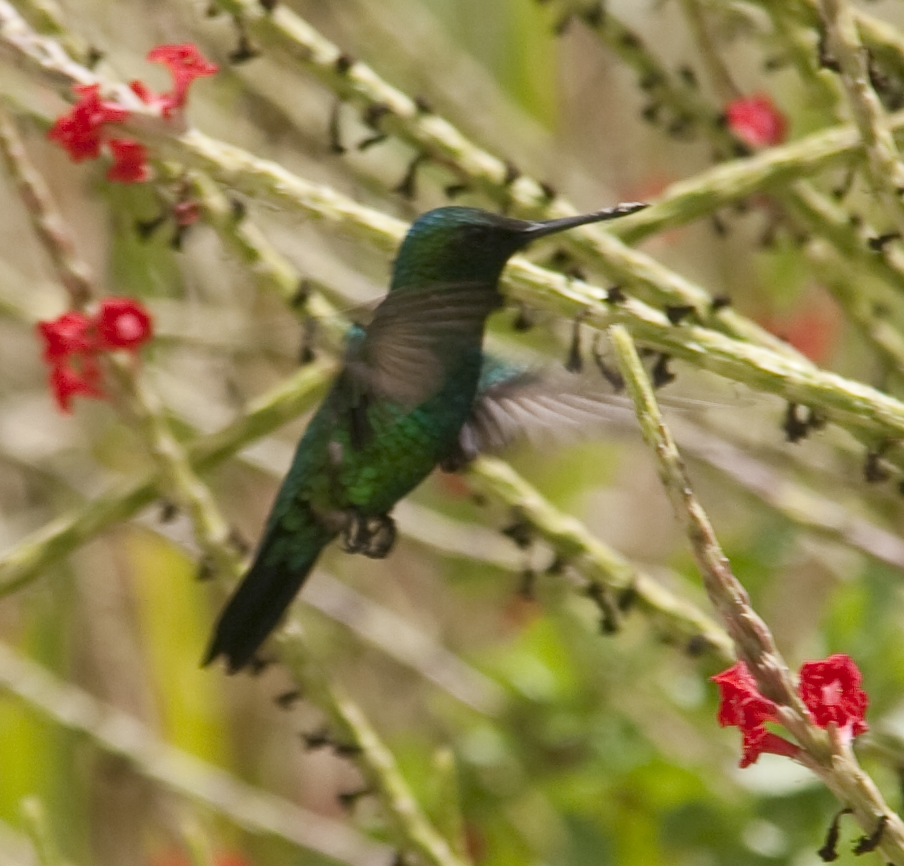
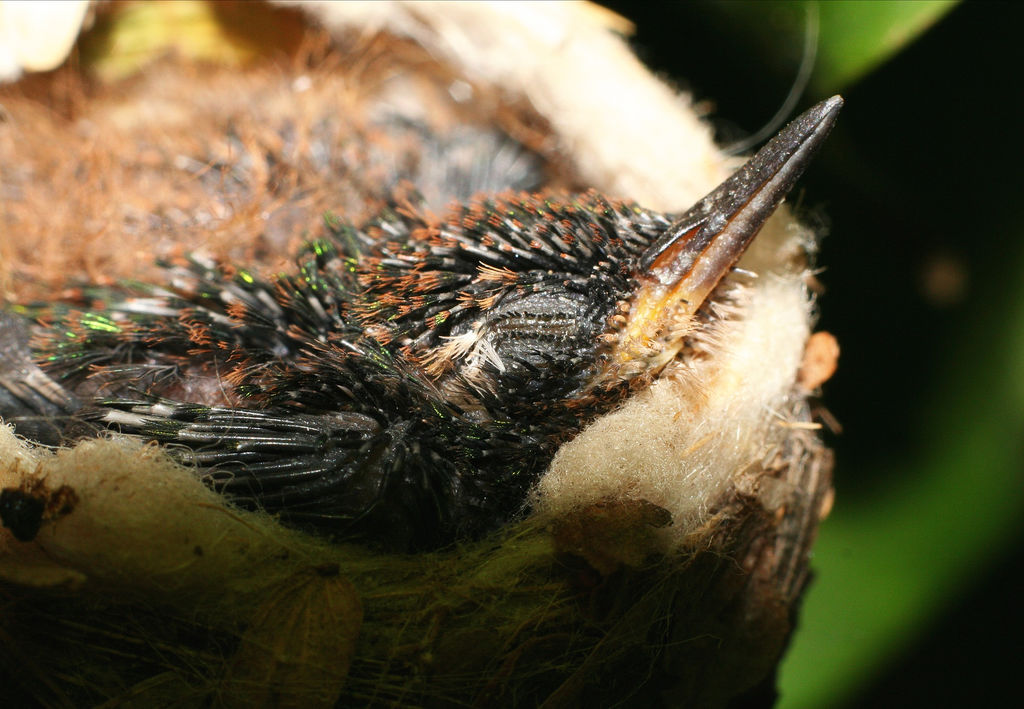
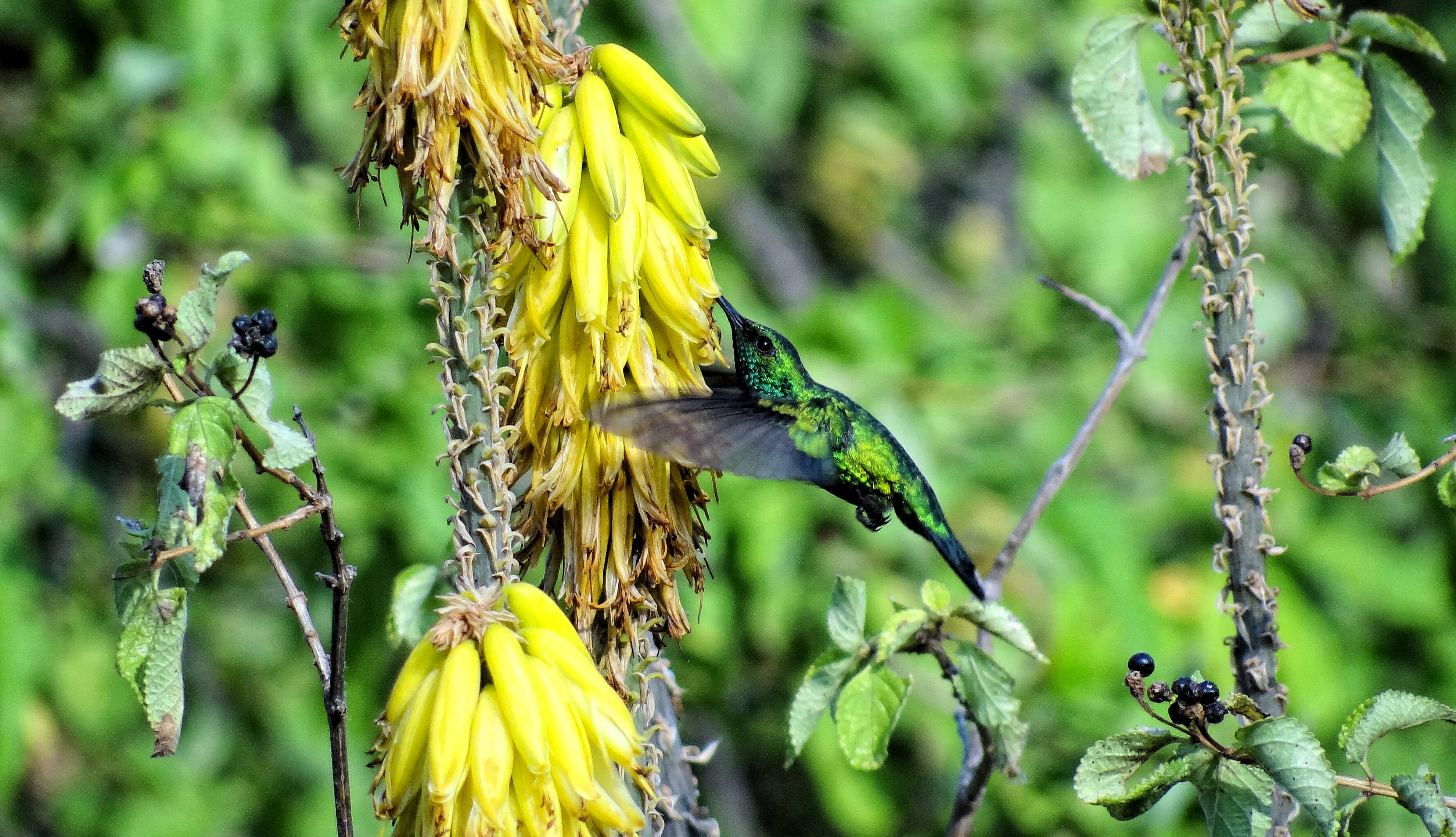